# Čertižné
Čertižné (hongrois : Nagycsertész) est un village de Slovaquie situé dans la région de Prešov.

## Géographie
Čertižné est municipalité au Nord-est de la Slovaquie, tout proche du territoire polonais, au pied de crêtes des Carpates. Elle fait partie du District de Medzilaborce dont elle est éloignée de 11 km.
Le village se trouve dans une région vallonnée, au creux d'une petite vallée, dominé par son église et le cimetière. 
La route 559 qui y conduit via Habura se termine en cul-de-sac.

## Histoire
La première mention écrite du village date de 1431.

## Démographie

### Évolution de la population
| Année:               | 1994. | 2004.    | 2014.    | 2024.    |
| -------------------- | ----- | -------- | -------- | -------- |
| Nombre de personnes: | 484   | 408      | 346      | 304      |
| Différence:          |       | -15,70 % | -15,19 % | -12,13 % |

| Année:               | 2023. | 2024. |
| -------------------- | ----- | ----- |
| Nombre de personnes: | 304   | 304   |
| Différence:          |       | +0 %  |

## Lieux et monuments
- L'église de rite orthodoxe russe implantée à côté du cimetière.

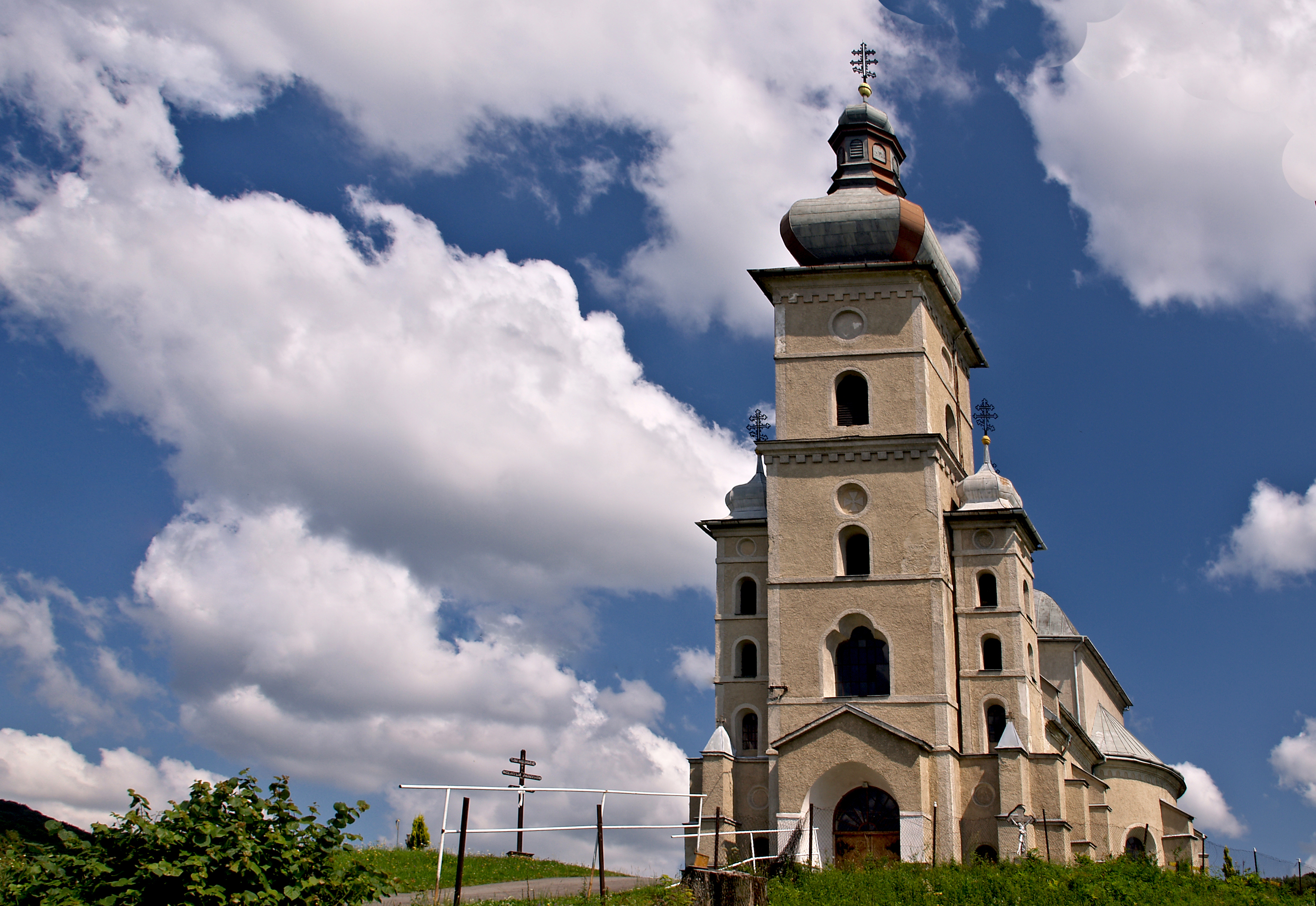
L'église
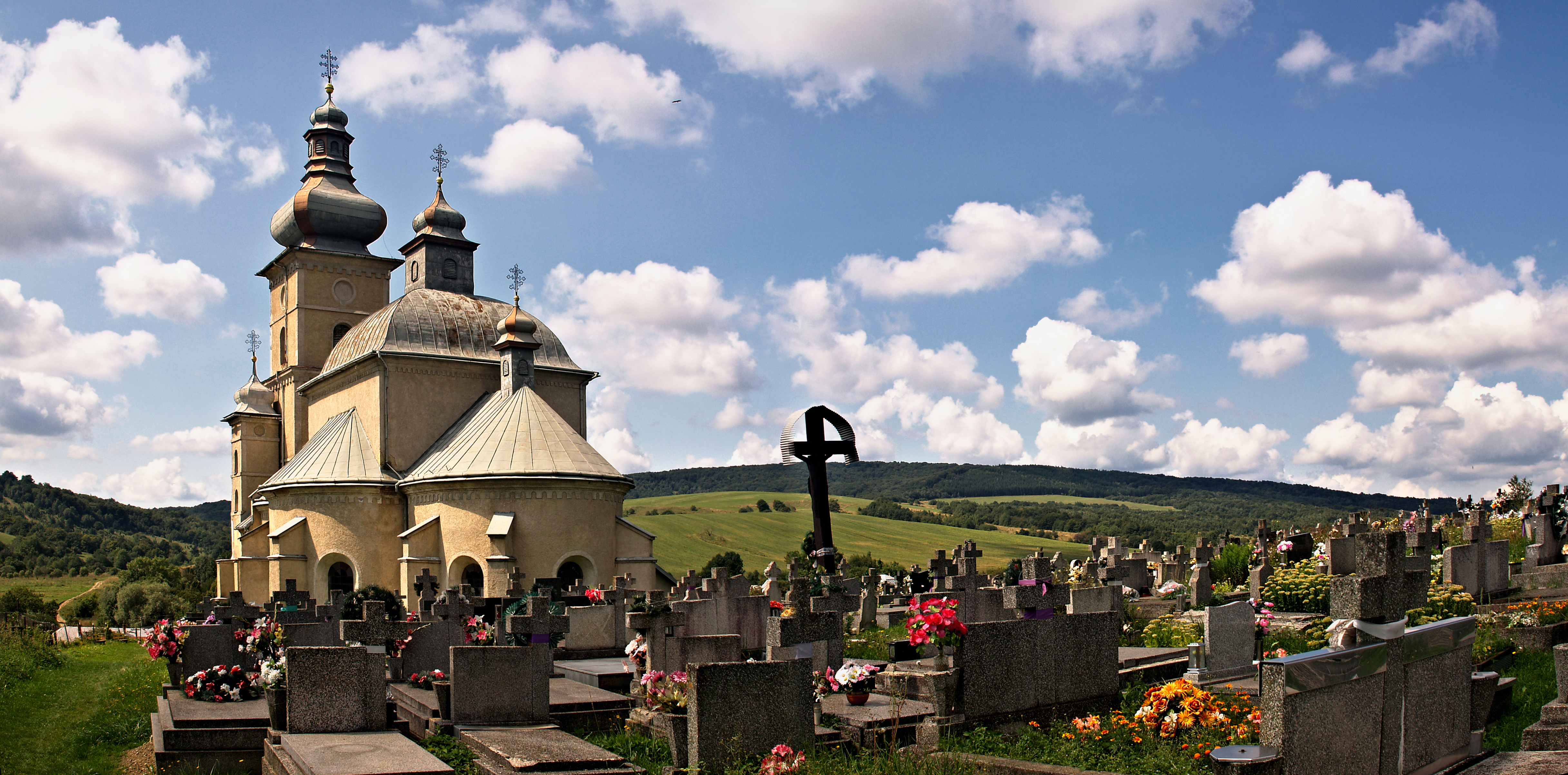
L'église et le cimetière
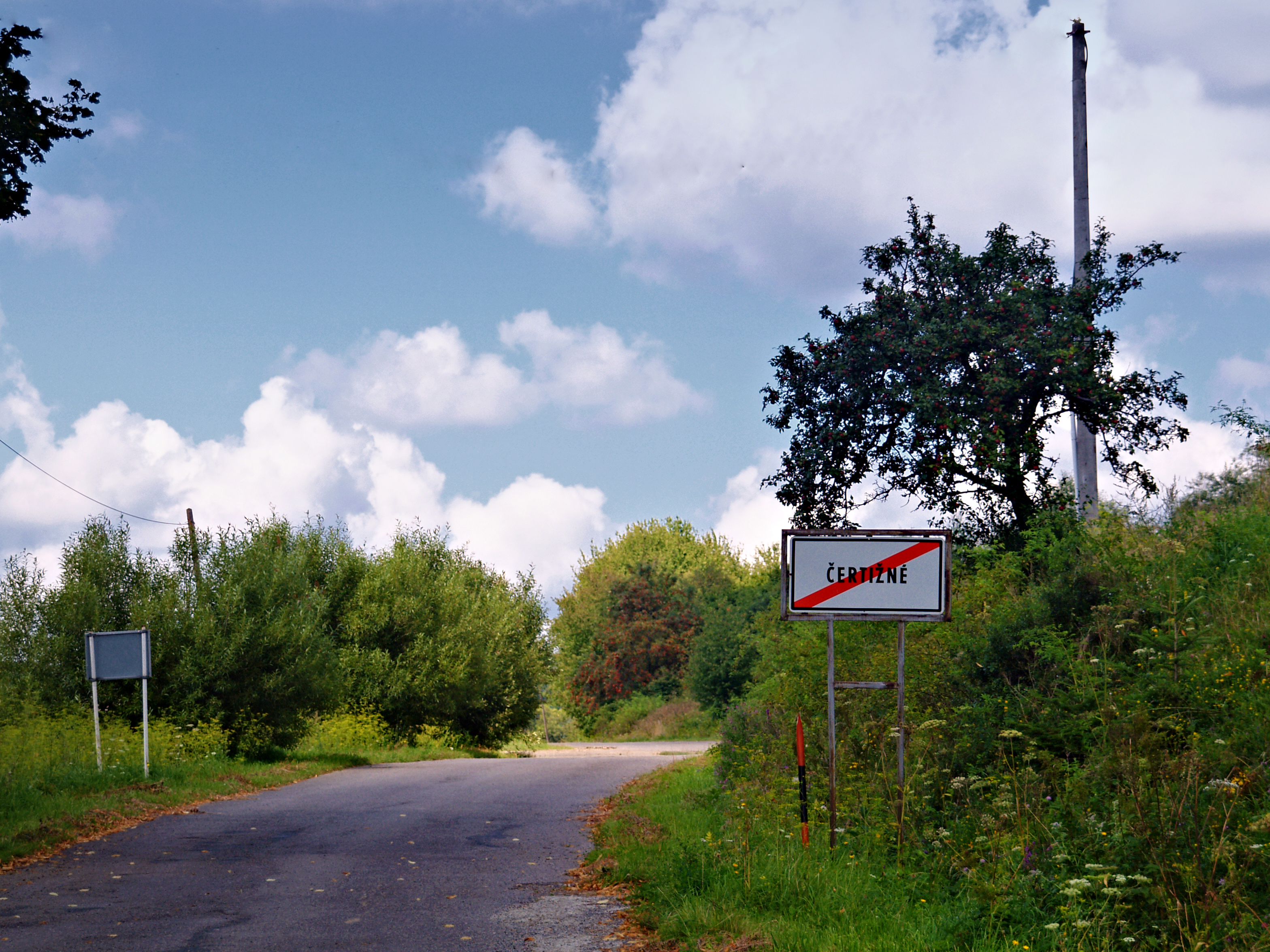
Panneau